# Companhia Antarctica Paulista

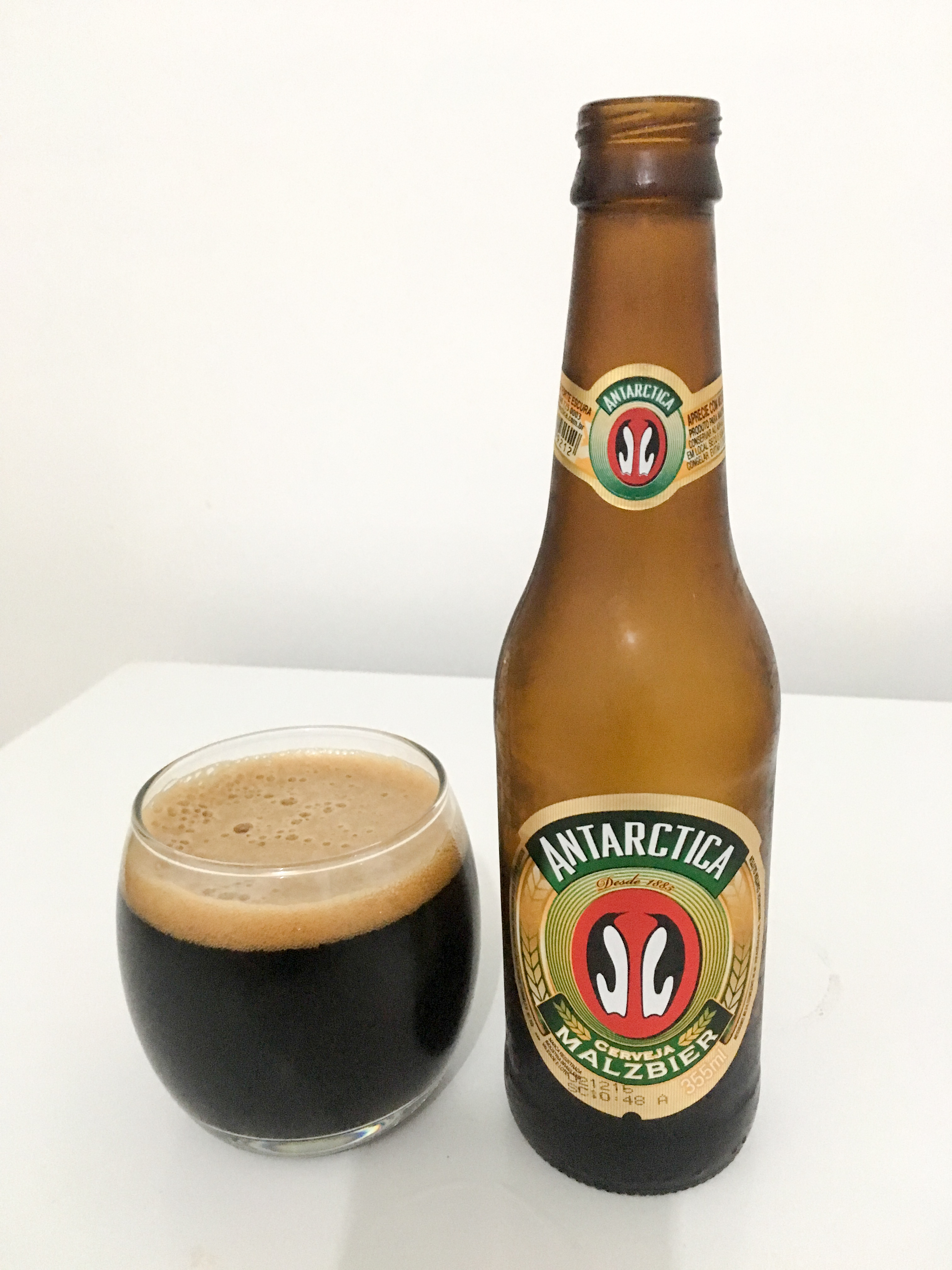
Antactica Malzbier, um dos produtos da marca.

A Companhia Antarctica Paulista foi um grupo que originalmente produzia cerveja, e que posteriormente estendeu sua participação no ramo de bebidas, passando a industrializar, também, refrigerantes. Durante anos disputou a liderança do mercado cervejeiro com a Brahma, até que finalmente as companhias se fundiram dando origem a Ambev.

## História

### Da fundação à fusão com a Brahma

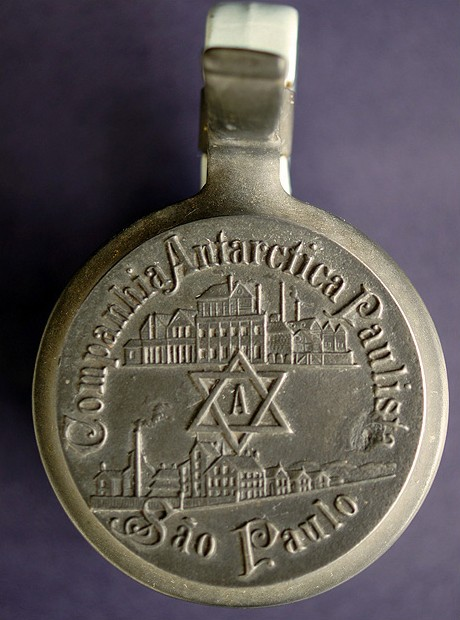
O primeiro símbolo da Antarctica era a Braustern com a letra "A" inscrita, como símbolo da Maçonaria e a fachada da sede na Mooca.

A Antarctica foi fundada em 1885 e inicialmente era um abatedouro de suínos, de propriedade de Joaquim Salles junto com outros sócios, localizada  no bairro de Água Branca, na cidade de São Paulo.
A empresa possuía uma fábrica de gelo com capacidade ociosa e isso despertou o interesse do cervejeiro alemão Louis Bücher, que desde 1868 possuía uma pequena cervejaria.
Os dois empresários se associaram, e em 1888 criou-se a primeira fábrica de cerveja do país com tecnologia de baixa fermentação, com uma capacidade de produção de 6 mil litros diários. A Antarctica teve seu primeiro anúncio publicado no então jornal "A Província de São Paulo", atual "O Estado de S. Paulo", em março de 1889: "Cerveja Antarctica em garrafa e em barril - encontra-se à venda no depósito da fábrica à Rua Boa Vista, 50".
Dentro do contexto histórico, o Brasil passava do Império para a República em 1889. Nesta época o Brasil efetivamente iniciava seu processo de industrialização. O decreto n. 164 de 17 de janeiro de 1890 regulamentou e deu novas liberdades à existência das Sociedades Anônimas.
Em 9 de fevereiro de 1891 foi oficialmente fundada a "Companhia Antarctica Paulista" como sociedade anônima, com 61 acionistas. O decreto n.217 de 15 de maio de 1891 firmado pelo presidente da República, Marechal Deodoro da Fonseca autorizou a Companhia Antarctica Paulista a funcionar com os estatutos apresentados dentro da legislação vigente na época.
Inicialmente a empresa não tinha um foco muito claro de negócios, atuando na fabricação de cerveja e refrigerantes, assim como na fabricação de banhas e presuntos, fábrica de gelo e manutenção de câmaras frias para estocagem de alimento.
Entre os acionistas estavam João Carlos Antônio Zerrenner, alemão e Adam Ditrik von Bülow, dinamarquês, ambos naturalizados brasileiros e proprietários da empresa Zerrenner, Bülow e Cia., exportadora e corretora de café. Eles importaram equipamentos da Alemanha para modernizar a produção de cerveja e os financiaram para a Antarctica.
Em 1893 houve uma desvalorização da moeda e a Antarctica esteve por decretar a falência, quando Zerrenner e Bülow decidiram trocar seu crédito por um aumento de participação na empresa, sendo que a Zerrener Bülow & Cia. tornou-se desta forma acionista majoritária, assumindo o controle da Antarctica com 51,15% do capital social, em 27 de julho de 1893, data que pode ser considerado como o marco inicial das atividades industriais da Antarctica.
Desta forma sob a direção da Zerrenner, Bülow & Cia. a empresa foi reorganizada e concentrou-se apenas na fabricação de cerveja e refrigerantes. A partir de então recuperou-se e passou a ter um rápido e ordenado crescimento, sendo que em 1904 adquire o controle acionário da Cervejaria Bavaria, na Moóca, que pertencia à Henrique Stupakoff & Cia, empresa de Heinrich Stupakoff. Neste local em 1920 passou a se situar a sede do Grupo Antarctica.
A competência como importadora da Zerrener, Bülow & Cia foi fundamental para aquisição de equipamentos industriais e também pela relação com grandes bancos ingleses, em especial o Banco Behremberg Grossler. Desta forma os negócios da empresa expandiram rapidamente, sendo que em 15 de agosto de 1911 foi fundada a primeira filial, em Ribeirão Preto.
Em 1923 morre Adam Von Bülow deixando 5 filhos como herdeiros, dos quais dois vendem ações da companhia ao sócio Zerrenner, que se torna majoritário. O filho primogênito Carl Adolph passa a representar a família von Bülow na direção da empresa.
Anos após, o Comendador Antônio Zerrenner e sua esposa se viram forçados a permanecer fora do Brasil por prescrição médica e deixaram a administração de seus bens aos cuidados de procuradores, que também eram gerentes da Zerrenner, Bülow & Cia., sendo esta firma distribuidora exclusiva dos produtos Antarctica. Desta forma, surgiram conflitos de interesse entre os dois grandes grupos de acionistas, visto que a direção considerava que a distribuição indireta dos produtos deixava a Antarctica em posição desvantajosa, dando início a uma crise de governança corporativa na empresa.

A crise do café que culminou em 1929 teve grande impacto na situação financeira do Brasil, em particular no estado de São Paulo, e também afetou diretamente os negócios cafeeiros da  Zerrenner, Bülow & Cia. Entretanto, a empresa recuperou-se e a partir de 1930, Antarctica e Brahma passaram a eliminar quase todas concorrentes e dividiam a liderança da produção de cerveja no Brasil.

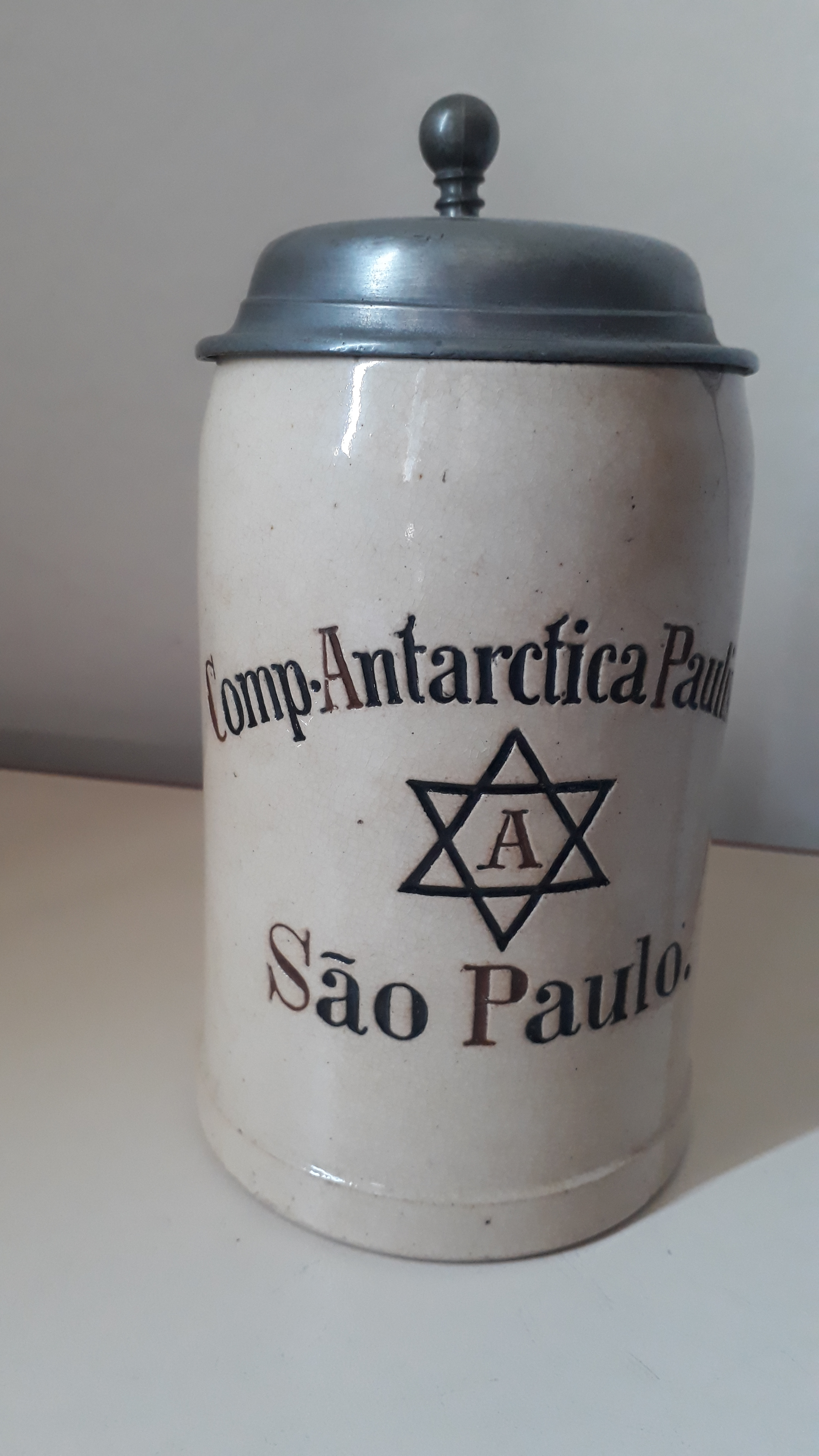
Caneca Antarctica dos anos 1889 a 1905. Acervo Família Coimbra.

Em 1933 morre o Comendador Antônio Zerrenner sem deixar herdeiros e inicia-se um complexo e longo processo de inventário, sendo que Helena Zerrenner faleceu em 1936 despojada de seus direitos hereditários. O testamento que pedia que seus bens fossem enviados à Alemanha foi posteriormente anulado e os bens passaram para a já falecida esposa Helene, entretanto, como não havia herdeiros no Brasil e de acordo com o testamento de Helena, os bens de passaram para a Fundação Brasileira (atual Fundação Antônio e Helena Zerrenner), após uma longa disputa que se encerrou em 27 de março de 1939 com um "Pacto de Honra" celebrado entre os dois grupos de acionistas - A Fundação e a família von Bülow.
O testamenteiro Walter Belian se torna administrador da Antarctica mantendo um  gentlement agreement na administração da empresa junto com a família Bülow. Este acordo foi rompido em 1942 após a morte de Carl Adolph Von Bülow. Seguiu-se então uma longa disputa pelo controle da companhia. A filha de Adam Ditrik von Bülow, Andrea de Morgan Snell, que tinha guardado suas ações, nomeou seu marido Luis de Morgan Snell como presidente do grupo até 1952.
Walter Belian passou a presidir a Antarctica até a sua morte, em 1975. Sua irmã, Erna Belian Wernsdorf Rappa que já o assessorava havia anos, passa a presidir a Antarctica e a Fundação até a sua morte em 1984, com 89 anos.
Note-se que, devido a disputas com a Fazenda do Estado de São Paulo que pretendia cobrar injustamente um desconto de 20% de imposto de transmissão "causa mortis" sobre o patrimônio da Fundação Brasileira, esta somente conseguiu incorporar ao seu patrimônio os bens deixados pela viúva do casal Zerrenner, que contavam 58,74% do capital social em 1944. A partir desta data, a empresa voltou-se à expansão da produção, importando maquinários da empresa americana Geo J. Meyer Mfg.

Entretanto, o assim chamado "caso Zerrenner" somente foi encerrado definitivamente em 1961 com decisão do plenário do STF.

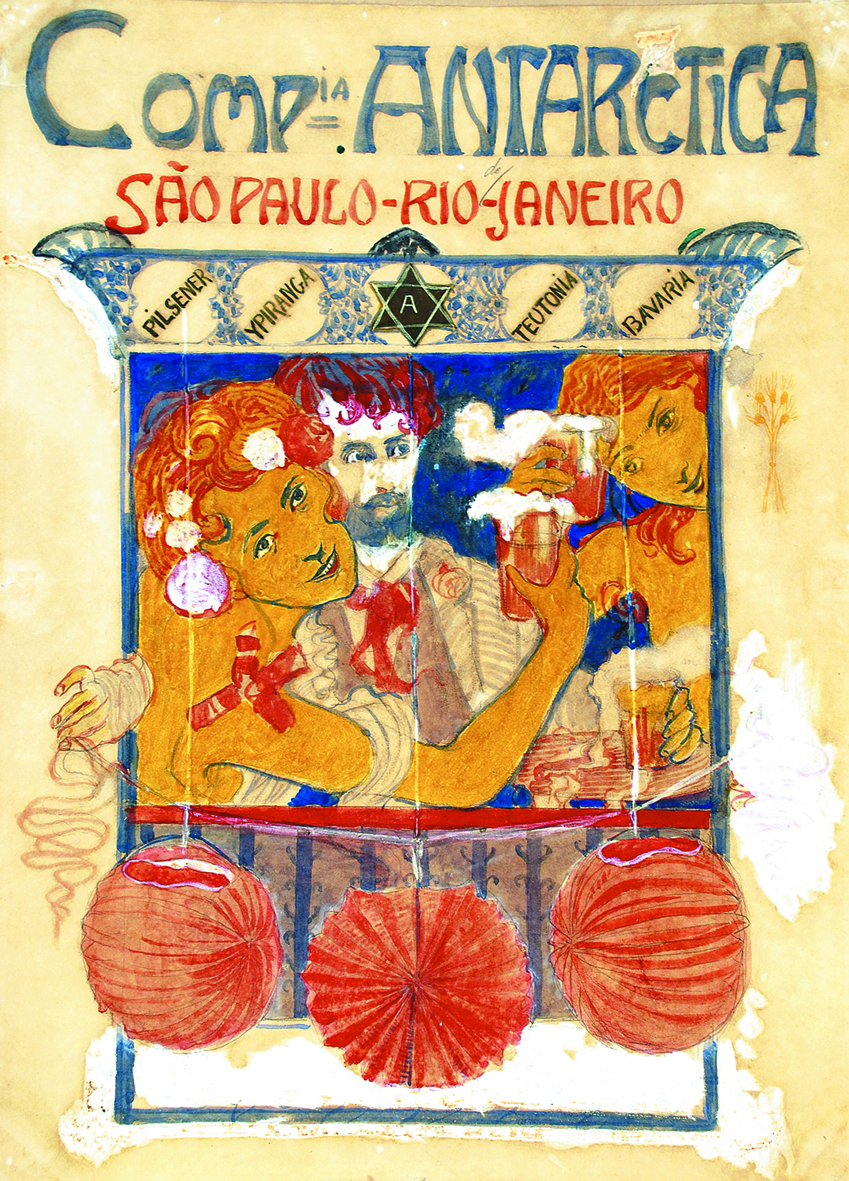
Projeto para o pano de boca do Cassino Antarctica em Ribeirão Preto, obra de Eliseu Visconti (1920).

Na década de 60 a Antarctica inicia um processo de "democratização do capital", atendendo a determinações do governo federal. Apesar de já ser uma Sociedade Anônima com ações negociadas nas bolsas de valores de São Paulo e Rio de Janeiro, estas estavam concentradas nos dois grupos de acionistas.
Em 1963, o capital da companhia estava distribuído da seguinte forma:
- Fundação Zerrener: 59%;
- Família von Bülow: 38%;
- Outros acionistas: 3%

A fundação Zerrener, tendo finalidade devotar-se a obras assistenciais e, especialmente, dedicadas aos próprios empregados, não poderia dispor para venda de suas ações pois necessitava delas para garantir o afluxo de rendas indispensáveis para atender às suas atividades. Nestas condições, a família Von Bülow prontificou-se a vender parte de suas ações, declarando, entretanto, o desejo de continuar a participar do capital com o mínimo de 26 a 27%.
A venda de ações foi feita de forma gradativa nas bolsas através de negociações à vista e sem afetar o capital da empresa, uma vez que que se tratavam de ações pertencentes à família von Bülow. Os papéis tiveram grande liquidez e adquiriram rapidamente um elevado grau de negociação, sendo que o capital total, que em 1963 era de Cr$8.000.000.000, passou para Cr$51.000.000.000 em 1966, o que representou uma valorização de cerca de 35% descontada a inflação do período.
Em 1º de julho de 1999, a Antarctica fez fusão com a Brahma e acabou formando a AmBev, se tornando a maior cervejaria das Américas. Em 30 de março de 2000 o CADE aprova a fusão da Antarctica e Brahma. Para que a fusão fosse aprovada, foi necessário vender a marca da cerveja Bavária, além das fábricas de Ribeirão Preto/SP, Getúlio Vargas (RS), Camaçari/BA, Cuiabá/MT e Manaus/AM que foram vendidas para a cervejaria canadense Molson Coors.

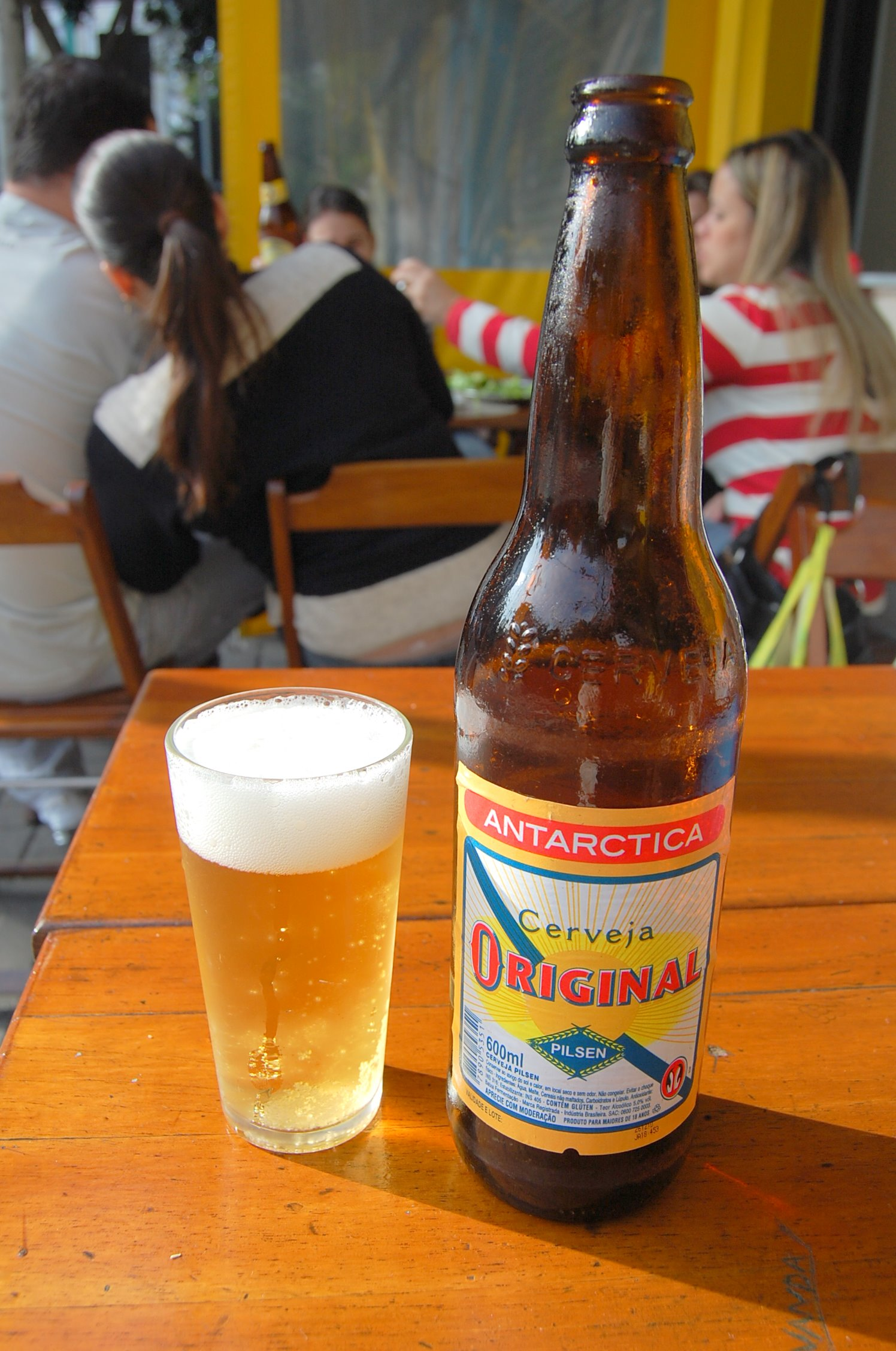
Copo com garrafa da cerveja Antarctica Original Pilsen.

### Edifício Companhia Antarctica Paulista
O Edifício da Companhia Antarctica Paulista é um conjunto arquitetônico localizado no bairro da Mooca, na Zona Leste da cidade de São Paulo, inaugurado em 1892 para ser a sede da Cervejaria Bavária. A partir de 1920, reformado, se tornou a sede da Companhia Antarctica Paulista, empresa do ramo de bebidas, sobretudo cervejas e refrigerantes, que teve papel importante na economia brasileira durante o seu período de atividade, entre 1886 e 2000.
A construção, ampliada ao longo do Século XX, foi marcante para a expansão da ocupação urbana e para o processo de industrialização da cidade de São Paulo. Está desativada desde 1995, cinco anos antes da Companhia concluir o processo de fusão com a concorrente Brahma, que originou uma das maiores empresas brasileiras, a Ambev.
Em 2006, por decreto federal do governo Lula, o arquivo privado da companhia tornou-se de interesse público e social por possuir documentos relevantes para a história, a cultura e o desenvolvimento do Brasil.
Em 2016, o conjunto arquitetônico foi tombado como parte do patrimônio histórico da capital paulista por decisão do Conpresp, órgão municipal de preservação.

## Cronologia da Antarctica
- 1891: Fundação da Companhia Antarctica Paulista, em 9 de fevereiro.
- 1912: Lançada a Soda Limonada Antarctica.
- 1913: É fundada a Dubar Indústria e Comércio de Bebidas Ltda., fabricante de bebidas destiladas.
- 1920: A Antarctica vendeu a baixo preço o terreno de 150 mil metros quadrados onde hoje está a arena do Palmeiras, o Allianz Parque (a época, o então estádio Parque Antarctica) em troca de um contrato perpétuo de venda dos produtos da companhia.
- 1921: Lançado o Guaraná Antarctica.
- 1930: Antarctica e Brahma passaram a eliminar quase todas concorrentes e dividiam a liderança da produção de cerveja no Brasil.
- 1935: Os famosos pinguins de Antarctica passaram a integrar o seu rótulo, acompanhados de uma estrela dourada.
- 1939: Houve um fato curioso, quando Ademar de Barros, interventor federal do Estado Novo de Getúlio Vargas ocupou militarmente a Antarctica e prendeu seus diretores, por considerar que a empresa era "uma propriedade de alemães". Posteriormente, o próprio Getúlio interveio, desculpando-se junto à empresa pelo mal entendido.
- 1941: Adquiriu a Cervejaria Adriática, incluindo a Original.
- 1948: Adquiriu a Cervejaria Catharinense.
- 1961: A Antarctica adquiriu a cervejaria Bohemia, a mais antiga do Brasil.
- 1972: Adquiriu a Polar e a Cervejaria de Manaus.
- 1973: Houve uma descentralização e foi criada a Companhia Sulina de Bebidas Antarctica, com sede em Joinville-SC.
- 1973: Adquiriu a Companhia Cervejaria Paulista de Ribeirão Preto, incluindo a Niger.
- 1977: Lançada a Pop Laranja.
- 1979: Passou a ser exportada para os Estados Unidos, Europa e Ásia.
- 1980: Adquiriu a Serramalte.
- 1984: É constituída o Grupo Antarctica.
- 1991: É lançada a Kronenbier, a primeira cerveja sem álcool do Brasil.
- 1994: Se associa à Anheuser-Busch para formar uma joint-venture que comercializa a Budweiser para o Brasil.
- 1995: Lançada a Pop Cola.
- 1996: A Dubar é vendida para um grupo de empresários.
- 1999: A Antarctica fundiu-se com a Brahma, formando a AmBev, que se torna a quinta maior cervejaria do mundo.
- 2000: CADE aprova fusão entre Antarctica e Brahma que cria a AmBev.
- 2001: Novas alterações nos seus rótulos: o rótulo retangular atravessado por uma faixa azul - que lhe rendeu este apelido - mudou com a introdução da logomarca que se conhece hoje, mas sempre mantendo seu símbolo maior, os pinguins.
- 2004: A AmBev foi vendida à belga Interbrew, formando a InBev, que passou a ser a maior do mundo.